# Godrich Gardee
Godrich Gardee est un politicien sud-africain qui sert comme secrétaire général des combattants pour la liberté économique  et membre du Parlement sud-africain ,.

## Carrière politique
Gardee s'est impliqué dans la politique à partir de 1985. Il faisait partie de l'ANC au Botswana quand il a été exilé d'Afrique du Sud pour avoir été impliqué dans des soulèvements étudiants. Il est venu à l'attention nationale après sa position pour que l'ancien président sud-africain Jacob Zuma paie les frais de sa propriété au parlement ,.